# アクティブインターシティ広島
アクティブインターシティ広島（ACTIVE-INTER CITY HIROSHIMA）とは、大和システムが出資した特別目的会社「広島若草都市開発合同会社」による、JR西日本広島駅新幹線口の再開発プロジェクト「若草町地区第一種市街地再開発事業」により開発された、コンクリート充填鋼管造・鉄骨造・鉄筋コンクリート造・鉄骨鉄筋コンクリート造のホテル・オフィス・低層住居・高層住居複合ビル群の総称である。

## 位置
二葉通り（広島県道84号線）をはさんで、第一地区（南街区）と第二地区（北街区）が開発された。

## 建築物

### 居住棟
ザ・広島タワー
33階建てで、高さは109.8m。

### 低層住居棟
9階建てで、低層階は商業施設、中階は賃貸マンションである。

### ホテル棟
シェラトンホテル広島
21階建てで、高さ96.5m。2010年完成。

### オフィス棟
13階建てで、下層階（1階～6階）は駐車場である。